# Sofia de Oliveira Ferreira
Sofia de Oliveira Ferreira (Alhandra, 1 de mayo de 1922 - Lisboa, 22 de abril de 2010) fue una política revolucionaria antifascista portuguesa, militante comunista del Partido Comunista Portugués, de cuyo Comité Central fue miembro durante más de 30 años.
Fue encarcelada por motivos políticos por el régimen del Estado Nuevo y severamente torturada durante más de 12 años. Vivió en la clandestinidad entre 1946 y 1974.

## Biografía
Nació el 1 de mayo de 1922, hija de trabajadores agrícolas. Se trasladó con su familia a los 2 años a Vila Franca de Xira. Procedente de una familia pobre, no pudo acceder a la escuela y se vio obligada a trabajar desde la infancia.
A los doce años, Ferreira vivió con sus padrinos en Lisboa, para quienes realizaba las tareas del hogar, cuidando de los ancianos y criando animales en el patio. Aprendió a leer con un vecino, a través del libro del pedagogo João de Deus Ramos, así como habilidades matemáticas básicas. Adquirió el gusto por la lectura con la obra As pupilas do Senhor Rector. A los 20 años, Ferreira comenzó a trabajar como empleada doméstica en una casa particular.
Era la hermana mayor de Georgette Ferreira y de Mercedes Ferreira, con las que conoció el Partido Comunista Portugués, al que llegaron a través de la acción de Soeiro Pereira Gomes y de Manuela Câncio Reis en su región.

### Ingreso en el Partido Comunista Portugués
Ferreira se unió al Partido Comunista Portugués en 1945, poco después del final de la Segunda Guerra Mundial. En 1946, a través de António Dias Lourenço fue enviada por primera vez a una instalación clandestina del PCP en Figueira da Foz, en la que se encontraba una imprenta para la publicación de O Militante y otros materiales de propaganda del partido, y donde vivió durante dos años.
A continuación, se le confió la tarea de residir en una casa clandestina de apoyo de la Secretaría del PCP en Luso, donde residió con Álvaro Cunhal bajo el seudónimo de “Elvira”, haciéndose pasar como pareja. En esta casa, el 25 de marzo de 1949 fue descubierta y detenida por primera vez por la PIDE, junto al líder comunista Militão Ribeiro, que buscó refugio allí, y Álvaro Cunhal.

### Regreso a la clandestinidad
Fue puesta en libertad condicional el 6 de agosto de 1968, tras nueve años y tres meses de prisión. Su compañero António Santo, quien cumplió el mismo período de prisión, también obtuvo la libertad condicional dos días después, mediante el pago de un depósito de seguridad. Los dos se casaron en noviembre y se fueron a vivir a Alverca do Ribatejo. Se fueron en secreto a la Unión Soviética, donde vivieron su luna de miel durante un año y medio, intentando recuperarse física y psicológicamente.
Regresaron a Portugal un año y medio después. Ferreira volvió a involucrarse en actividades clandestinas hasta 1974, primero en la Organización Regional de Setúbal y después en la Dirección Regional de Lisboa, teniendo que dejar de vivir en la misma casa que su marido por razones de seguridad. En 1959, Ferreira volvió a ingresar en prisión donde volvió a ser torturada, pasando en total más de 13 años en prisiones fascistas.
En 1969, Ferreira, junto a Maria Luísa da Costa Dias, Cecília Areosa Feio, Maria José Ribeiro y Maria da Piedade Morgadinho, formó parte de la delegación portuguesa del Congreso Mundial de la Mujer de Helsinki, donde se debatieron temas como medidas por la paz, campañas de solidaridad y condiciones laborales de los trabajadores.
Durante la Revolución de los Claveles del 25 de abril de 1974, Ferreira residía en Damaia con Maria Lourenço Calção Cabecinha.

### Después de la Revolución de los Claveles
Tras la Revolución de los Claveles, Ferreira siguió formando parte del Comité Central del PCP hasta 1988. Un año antes, ingresó en el grupo de trabajo responsable del Archivo Histórico del PCP. Fue miembro de la URAP, la Unión de Resistentes Antifascistas Portugueses.
Ferreira falleció el 22 de abril de 2010. Su funeral tuvo lugar en el Cementerio del Alto de São João en Lisboa.

## Homenajes
En 2006, ella y su hermana Georgette Ferreira fueron homenajeadas en Alhandra por el núcleo del Movimiento Democrático de Mujeres de Vila Franca de Xira. Tras su fallecimiento, varias entidades emitieron mensajes de pésame como los ayuntamientos de Vila Franca de Xira y Almada, la URAP y el propio PCP.